# Wopy (powiat olsztyński)
Wopy (niem. Woppen) – osada w woj. warmińsko-mazurskim, w pow. olsztyńskim, w gminie Dywity. Wieś założona około 1363 r., w wieku XVI–XIX w dokumentach wymieniana jako Woppen, po 1945 jako Łopy. Nazwa Wopy jako urzędowa funkcjonuje od 1951. Osada znajduje się w historycznym regionie Warmia.

## Historia
Nazwa Wopy jest pochodzenia pruskiego. Wieś została założona w 1347. W 1404 była ponownie lokowana a zasadźcą był Rytwyn.
W latach 1975–1998 miejscowość należała administracyjnie do województwa olsztyńskiego.